# Holiday (Madonna-sang)
 For alternative betydninger, se Holiday. (Se også artikler, som begynder med Holiday)
"Holiday" er en sang af den amerikanske singer-songwriter Madonna fra hendes selvbetitlede debutalbum Madonna (1983). Sire Records udgav den som albummets tredje single den 7. september 1983. "Holiday" optrådte senere i en remixet udgave på remixalbummet You Can Dance (1987) og på opsamlingsalbummet Celebration (2009). Sangen, der blev skrevet af Pure Energy-medlemmerne Curtis Hudson og Lisa Stevens, blev tilbudt Madonna af hendes producer, John "Jellybean" Benitez, da hun ledte efter et potentielt hitnummer til sit debutalbum. Madonna accepterede som bekendt sangen, og sammen med Jellybean tilpassede hun dens komposition ved bl.a. at tilføje en klaversolo af deres ven, Fred Zarr. 
"Holiday", der handler om den universelle følelse af at tage på ferie, blev modtoget positivt af anmelderne. Sangen blev således Madonnas første hitsingle, da den optrådte på Billboard Hot 100's top tyve-liste. "Holiday" toppede på den amerikanske dansehitliste og opnåede desuden at blive et top ti- såvel som et top fyrre-hit i flere europæiske lande. Madonna har fremført sangen adskillige gange – senest på The MDNA Tour (2012). Hun bruger den ofte som et ekstranummer eller som en del af showets afslutning. Flere kunstnere har udgivet coverversioner af "Holiday", og den har også været brugt i komedieserier såsom Will & Grace.